# Vassilios Konstantinou
Vassilios Konstantinou (19 de novembro de 1947) é um ex-futebolista grego que atuava como goleiro.

## Carreira
Durante quase toda sua carreira defendeu o Panathinaikos num total de 16 temporadas (1964 a 1980).
Encerrou a carreira em 1983 pelo OFI Creta.

## Seleção
Ele defendeu a Seleção Grega de Futebol, na histórica presença na Euro 1980.

## Ligações Externas
- Perfil em Fifa.com (em inglês)